# Red (chanson de Taylor Swift)
Pour les articles homonymes, voir Red.
Singles de Taylor Swift
22
(2013) Everything Has Changed
(2013)
Red est une chanson de l'artiste américaine Taylor Swift sorti le 24 juin 2013 et extrait de son quatrième album Red (2012) sous le label Big Machine Records.

## Classement hebdomadaire
| Classement (2013)                         | Meilleure position |
| ----------------------------------------- | ------------------ |
| Australie (ARIA)                          | 30                 |
| Canada (Canadian Hot 100)                 | 5                  |
| Espagne (PROMUSICAE)                      | 46                 |
| France (SNEP)                             | 103                |
| Irlande (IRMA)                            | 25                 |
| Nouvelle-Zélande                          | 14                 |
| Royaume-Uni (Official Charts Company)     | 26                 |
| États-Unis US Billboard Hot 100           | 6                  |
| États-Unis US Country Songs (Billboard)   | 2                  |
| États-Unis US Country Airplay (Billboard) | 23                 |

## Certifications
| Pays       | Certification | Ventes certifiées |
| ---------- | ------------- | ----------------- |
| États-Unis | Platine       | 1 035 000         |